# The Dream Calls for Blood
The Dream Calls For Blood — седьмой студийный альбом американской трэш-метал группы Death Angel. Альбом был выпущен 11 октября 2013 года на лейбле Nuclear Blast. В первый уикенд в США альбом разошелся тиражом в 5400 копий и занял 72 место в Billboard 200. За всю историю группы, это был первый раз, когда Death Angel попали в Top 100 в американских чартах.

## Список композиций
| №                   | Название                           | Длительность |
| ------------------- | ---------------------------------- | ------------ |
| 1.                  | «Left For Dead»                    | 5:31         |
| 2.                  | «Son Of The Morning»               | 4:02         |
| 3.                  | «Fallen»                           | 4:41         |
| 4.                  | «The Dream Calls For Blood»        | 4:11         |
| 5.                  | «Succubus»                         | 4:27         |
| 6.                  | «Execution / Don’t Save Me»        | 4:39         |
| 7.                  | «Caster Of Shame»                  | 3:37         |
| 8.                  | «Detonate»                         | 4:42         |
| 9.                  | «Empty»                            | 4:58         |
| 10.                 | «Territorial Instinct / Bloodlust» | 6:37         |
| Общая длительность: | Общая длительность:                | 47:25        |

| №                   | Название                                | Длительность |
| ------------------- | --------------------------------------- | ------------ |
| 11.                 | «Heaven and Hell» (Black Sabbath cover) | 6:47         |
| Общая длительность: | Общая длительность:                     | 54:12        |

## Участники записи

### Death Angel
- Марк Осегуеда — вокал
- Роб Кавестани — гитара, бэк-вокал
- Тэд Агилар — гитара, бэк-вокал
- Дэмиен Сиссом — бас-гитара
- Уилл Кэррол — ударные

### Приглашенные музыканты
- Джейсон Сьюкоф — гитарное соло на треке «Empty»

## Чарты
| Чарты (2013)  | Позиция |
| ------------- | ------- |
| Billboard 200 | 72      |